# ゲバラ日記
『ゲバラ日記』は､1966年11月7日から1967年10月7日までの間､アルゼンチン人の革命家、エルネスト・チェ・ゲバラが､ボリビアにおいてゲリラ戦をしながらつけていた日記の通称。

## 最期の日々
- 1967年10月7日の項は、「ゲリラ隊として結団後十一カ月目の記念日は牧歌的な雰囲気の中で何事もなく過ぎていった」[1]という文で始まる。不吉な事も予感させぬまま、この日で日記は途絶える。
- 10月8日、政府軍と交戦となり、捕えられてイゲラ村に移送される。
- 10月9日、一緒に捕えられた仲間らとともに、銃殺される。

## 「ゲバラ日記」の入手
- 日本語訳では、角川文庫、中公文庫から出ているものが最も入手し易い。